# 巡回数
巡回数（じゅんかいすう、英: cyclic Number）は、2倍、3倍、4倍...と乗算したとき（あるいは同じ数を連続して加算したとき）に、その各桁の数を順序を崩さずに「巡回」させた数になる整数である。ダイヤル数ともいう。

## 例
代表的な、142857で計算した例を示す。
- 142857 × 1 = 142857
- 142857 × 2 = 285714
- 142857 × 3 = 428571
- 142857 × 4 = 571428
- 142857 × 5 = 714285
- 142857 × 6 = 857142

となる。また、
- 142857 × 7 = 999999

は 9 が並ぶ。最後の式からはこの数が {\displaystyle {\frac {10^{6}-1}{7}}} と表せることもわかる。
この数は 1 ÷ 7 が 0.142857142857142857... という循環小数になることと関連がある（ 0.142857142857142857...  ×  7 = 0.999... = 1 であることにも注目）。詳細は外部リンクにあるMathWorldの記事などを参照。
他には 588235294117647, 52631578947368421, 434782608695652173913 などが巡回数である。(オンライン整数列大辞典の数列 A180340)

## 性質
一般に、全ての巡回数は、ある単位分数を小数で表したときの循環節になっていることが証明されている。（ただし、循環節の頭に 0 がある場合の扱いは適切に定める。）
巡回数のもととなる単位分数の分母は必ず素数である。しかしその逆は成り立たない。
- ある p − 1 桁未満の 9 の列が p で割り切れるときには、素数 p からは巡回数は得られない。

(例) 13は素数であるが 1/13=0.076923076923... からは巡回数は得られない。これは 999999 ÷ 13 = 76923 と割り切れることから判定できる。
素数 p の逆数 1/p の循環節が巡回数になるためには、その循環節が p − 1 桁であることが必要十分である。そのような素数は、小さいものから順に 7, 17, 19, 23, 29, 47, 59, 61, 97, 109,… である。 (オンライン整数列大辞典の数列 A001913)
- やや高度にはなるが、合同算術を用いた言い換えもある。例えば十進法においては、素数 p がこの性質を持つことは、10 が mod p における原始根の一つであることと同値である。[1]

## 類似の現象

### 142857の8倍以降
8倍以上では規則性が崩れてしまうように思えるが、先頭の数桁を切り取って末尾に加えれば規則性が保たれる。
- 142857 × 08 = 1142856 → 先頭の1を末尾の6に加える → 142857
- 142857 × 09 = 1285713 → 先頭の1を末尾の3に加える → 285714
- 142857 × 10 = 1428570 → 先頭の1を末尾の0に加える → 428571
- 142857 × 11 = 1571427 → 先頭の1を末尾の7に加える → 571428
- 142857 × 12 = 1714284 → 先頭の1を末尾の4に加える → 714285
- 142857 × 13 = 1857141 → 先頭の1を末尾の1に加える → 857142
- 142857 × 14 = 1999998 → 先頭の1を末尾の8に加える → 999999
- 142857 × 15 = 2142855 → 先頭の2を末尾の5に加える → 142857
- 142857 × 16 = 2285712 → 先頭の2を末尾の2に加える → 285714

となる。142857は6桁であるが、このように、6桁を超えるぶんの桁を左(上位)から切り取って右(下位)に加えるという操作を行うのである。
これは、より大きい数でも成り立つ。
- 142857 × 71 = 10142847 → 左2桁の 10 を残りの 142847 に加える → 142857
- 142857 × 52989018 = 7569852144426 → 右から6桁ずつ 7、569852、144426 と区切ってそれぞれを足す → 714285

### かける数を飛び飛びにする
1/13 の循環節である 076923 は巡回数ではないが、1〜12倍したときに現れる数の並びは、以下の2グループに分けることができる。
1. - 076923 × 01 = 076923
  - 076923 × 03 = 230769
  - 076923 × 04 = 307692
  - 076923 × 09 = 692307
  - 076923 × 10 = 769230
  - 076923 × 12 = 923076
2. - 076923 × 02 = 153846
  - 076923 × 05 = 384615
  - 076923 × 06 = 461538
  - 076923 × 07 = 538461
  - 076923 × 08 = 615384
  - 076923 × 11 = 846153

012345679は合成数 81 の逆数の循環節である。これも巡回数に似た性質をもっている。
- 12345679 × 10 = 123456790
- 12345679 × 19 = 234567901
- 12345679 × 28 = 345679012
- 12345679 × 37 = 456790123
- 12345679 × 46 = 567901234
- 12345679 × 55 = 679012345
- 12345679 × 64 = 790123456
- 12345679 × 73 = 901234567
- 12345679 × 82 = 1012345678 → 012345679
- 12345679 × 91 = 1123456789 → 123456790

## 十進法以外の場合
十進法以外においても巡回数を考えることができる。いくつか例を挙げる。
二進法における 0011(=3=(24-1)/5) は巡回数である。
- 0011 × 001 = 0011(=3)
- 0011 × 010 = 0110(=6)
- 0011 × 011 = 1001(=9)
- 0011 × 100 = 1100(=12)
- 0011 × 101 = 1111(=15)

五進法における 032412(=2232=(56-1)/7) は巡回数である。
- 032412 × 1 = 032412(=2232)
- 032412 × 2 = 120324(=4464)
- 032412 × 3 = 203241(=6696)
- 032412 × 4 = 241203(=8928)
- 032412 × 5 = 324120(=11160)
- 032412 × 6 = 412032(=13392)
- 032412 × 7 = 444444(=15624)

十二進法における 2497(=4147=(124-1)/5) は巡回数である。
- 2497 × 1 = 2497(=4147)
- 2497 × 2 = 4972(=8294)
- 2497 × 3 = 7249(=12441)
- 2497 × 4 = 9724(=16588)
- 2497 × 5 = BBBB(=20735)

底が平方数の場合、2桁以上の巡回数は存在しない。